# Quelques remarques sur la forme logique
Some Remarks on Logical Form (traduit par Quelques remarques sur la forme logique), est le seul article scientifique publié, en 1929, par Ludwig Wittgenstein, et contient la pensée de Wittgenstein sur la logique et la philosophie des mathématiques juste avant la « rupture » qui divise le premier Wittgenstein du Tractatus Logico-Philosophicus du second. L'approche de la forme logique dans l'article reflète la critique de Frank P. Ramsey sur la discussion de la couleur dans le Tractatus, et a été analysée par G. E. M. Anscombe et Jaakko Hintikka, entre autres.

## Éditions
- (en) « Some Remarks on Logical Form », Proc. Aristot. Soc. Suppl. Vol., vol. 9, no 1,‎ 15 juillet 1929, p. 162–171 (DOI 10.1093/aristoteliansupp/9.1.162) — repris dans (en + de) Philosophical occasions, 1912-1951, 1993 (lire en ligne), p. 29-35
- (fr + en) Quelques remarques sur la forme logique  (trad. Élisabeth Rigal), TER, 1985 (ISBN 2-905670-15-0) — repris dans Philosophica IV, T.E.R., 2005 (ISBN 2-905670-47-9)